# Trichoniscus darwini
Trichoniscus darwini är en kräftdjursart som beskrevs av Albert Vandel 1938. Trichoniscus darwini ingår i släktet Trichoniscus och familjen Trichoniscidae. Utöver nominatformen finns också underarten T. d. arondinensis.